# Rhodostrophia tremiscens
Rhodostrophia tremiscens är en fjärilsart som beskrevs av Louis Beethoven Prout 1918. Rhodostrophia tremiscens ingår i släktet Rhodostrophia och familjen mätare. Inga underarter finns listade.